# Arlen Lovera
Arlen Lovera (24 de septiembre de 1984) es una gimnasta artística venezolana retirada, representando a su país en competiciones internacionales. Compitió en los Juegos Olímpicos de Sídney 2000.